# 鯨生態観測衛星
鯨生態観測衛星（くじらせいたいかんそくえいせい、英:Whale Ecology Observation Satellite - WEOS）は千葉工業大学の小型衛星。鯨の生態を地球規模で観測することが目的。愛称は観太くん。日本初の大学衛星だった。

## 概要
1992年、林友直教授が中心となり、学生を含めた研究が発足する。1998年2月にADEOS-IIのピギーバック衛星として選ばれる。2001年11月に愛称が一般公募により「観太くん」に決定。2002年12月14日、宇宙開発事業団のH-IIAロケットのピギーバック方式により打上げられ、高度800kmの太陽同期準回帰軌道に投入された。一辺50cmの立方体で、重量は50kg。重力傾度姿勢安定化システムを採用し、3mのマストを地球の反対方向に展開する。

## 計画
当初は鯨にブローブ（発信機）を装着させる計画であった。このブローブは鯨の潜水時に圧力、温度、音響などを記録し、浮上時にはGPS測定で位置情報を記録、これらの情報を400Hz帯の電波で送信する機能を持っていた。プローブからの電波は衛星が受信し、衛星が日本上空を通過する際に地上局にデータ送信を行うはずだった。
しかし、結局鯨にプローブを取り付けることができず、かわりにツキノワグマ、モンゴルの草原を走る馬など陸上動物を観測した。打上げから5年後の2008年の春に運用を終了した。